# Gösta Stoltz
Gösta Stoltz (ur. 9 maja 1904 w Sztokholmie, zm. 25 lipca 1963 w Sztokholmie) – szwedzki szachista, arcymistrz od 1954 roku.

## Kariera szachowa
Przez wiele lat należał do ścisłej czołówki szwedzkich szachistów. Pomiędzy 1927 a 1954 rokiem dziewięciokrotnie reprezentował barwy swojego kraju na szachowych olimpiadach, zdobywając 4 medale: 2 drużynowe (1935 - srebrny i 1933 - brązowy) oraz 2 indywidualne (1931 - złoty i 1935 - brązowy, oba na II szachownicy). Trzykrotnie z rzędu (1951, 1952, 1953) zdobył złote medale w indywidualnych mistrzostwach Szwecji. Dwukrotnie wystąpił w turniejach międzystrefowych (eliminacjach mistrzostw świata), zajmując w 1948 roku w Saltsjöbaden XVIII miejsce, natomiast w 1952 w Sztokholmie - XVI miejsce. W roku 1954 otrzymał, jako drugi szwedzki szachista w historii (po Gideonie Ståhlbergu), tytuł arcymistrza.
Wystąpił w wielu międzynarodowych turniejach, największy sukces osiągając w roku 1941] w Monachium, gdzie zwyciężył przed Aleksandrem Alechinem i Jefimem Bogolubowem. Poza tym sukcesy odniósł w Sztokholmie (1930, II-III m.), Świnoujściu (1932, I m.), Sopocie (1965, II m.), Beverwijk (1946, II m.), Pradze (1946, II-III m.), Helsinkach (1947, I-II m.) oraz Sztokholmie (1948, I m.). W latach 30. rozegrał kilka meczów z czołowymi zawodnikami świata, osiągając dobre rezultaty, m.in. z Isaakiem Kashdanem (Sztokholm 1930, 3½ - 2½), Rudolfem Spielmannem (Sztokholm 1930, 2½ - 3½), Salomonem Flohrem (Göteborg 1931, 4½ - 3½), Gideonem Ståhlbergiem (Göteborg 1931, 3 - 3) oraz Aronem Nimzowitschem (Sztokholm 1934, 2½ - 3½). W tym okresie zaliczany był do szerokiej czołówki światowej, jednak w osiągnięciu jeszcze lepszych rezultatów przeszkodziło mu nadużywanie alkoholu.
Według retrospektywnego systemu Chessmetrics, najwyższy ranking osiągnął w styczniu 1942 r., z wynikiem 2700 zajmował wówczas 8. miejsce na świecie.